# Mapania pycnostachya
Mapania pycnostachya là loài thực vật có hoa trong họ Cói. Loài này được (Benth.) T.Koyama mô tả khoa học đầu tiên năm 1967.